# نووو سلو (ولادیمیرتسی)
نووو سلو (به صربی: Novo Selo) یک منطقهٔ مسکونی در صربستان است که در ولادیمیرتسی واقع شده‌است. نووو سلو ۱۰۶ نفر جمعیت دارد.